# Рятувальна капсула
Рятувальна капсула (англ. Capsule éjectable) — пристрій для викидання одного або групи пілотів (або космонавтів) з корпусу літака (або ракети) під час надзвичайних екстремальних умов, який встановлюють на певних літальних апаратах, що літають з великою швидкістю на великій висоті. Екіпаж залишається захищеним корпусом капсули до того моменту, поки зовнішні умови середовища не стануть безпечними для людини або пристрій торкнеться землі.
Небезпечним середовищем може бути не тільки повітря або космос, але й вода, пожежа, дим, які роблять необхідною евакуацію після аварій чи воєнних дій.

## Історія
На початку 1950-х років у військовій авіації стали з'являтися нові літаки, які могли літати на дуже великій висоті з надзвуковою швидкістю. Перший американський серійний літак корабельної авіації Дуглас F4D «Скайрей» злетів у липні 1954-го року. Його максимальна швидкість становила 1 200 км/год і він міг досягти висоти 17 000 м. На такій висоті і на такій швидкості звичайний парашут, ні навіть крісло-катапульта, уже не могли зберегти життя пілота у випадку аварії. Тому виникла потреба механічно ізолювати людину від руйнівної дії зовнішнього середовища.

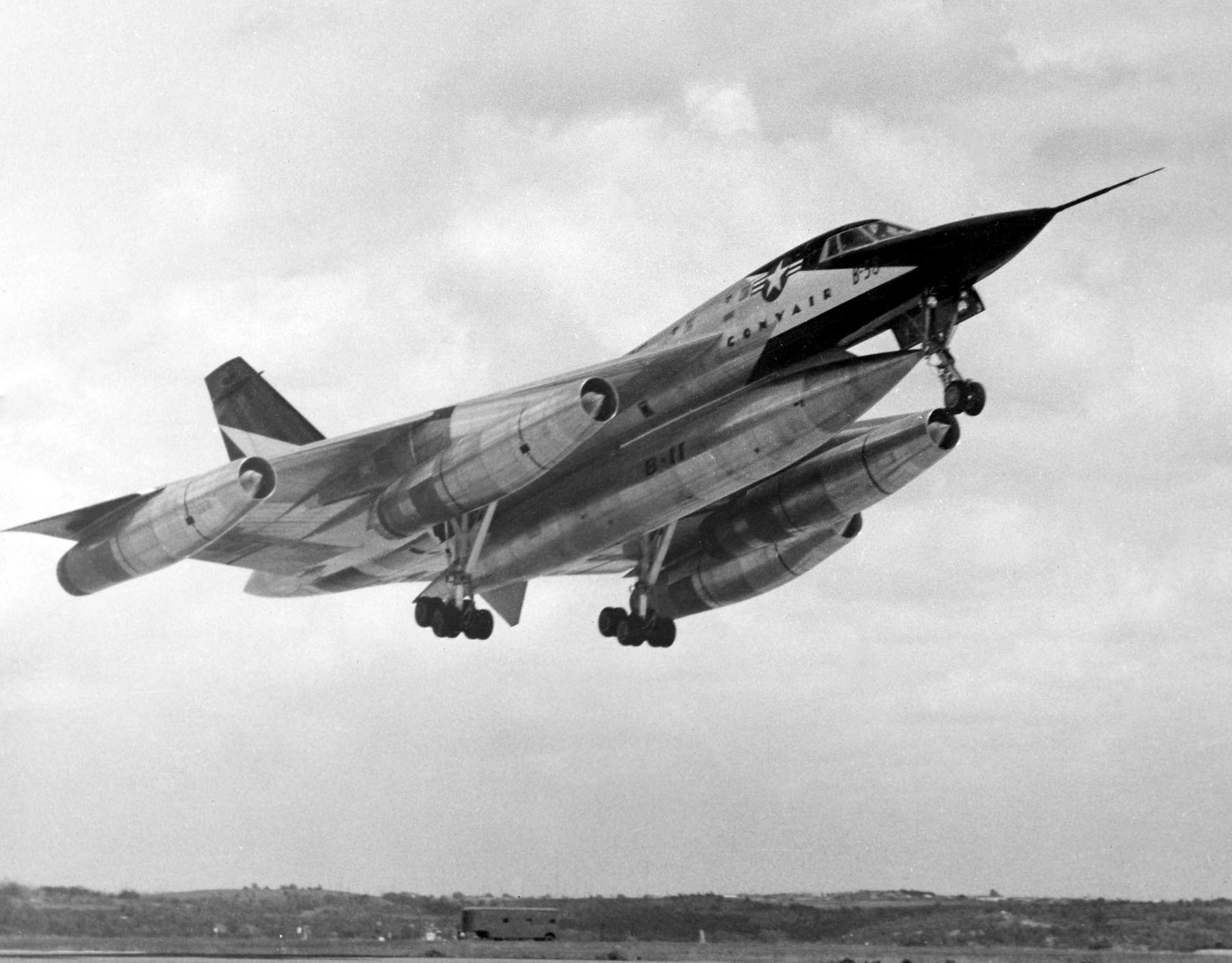
Бомбардувальник B-58

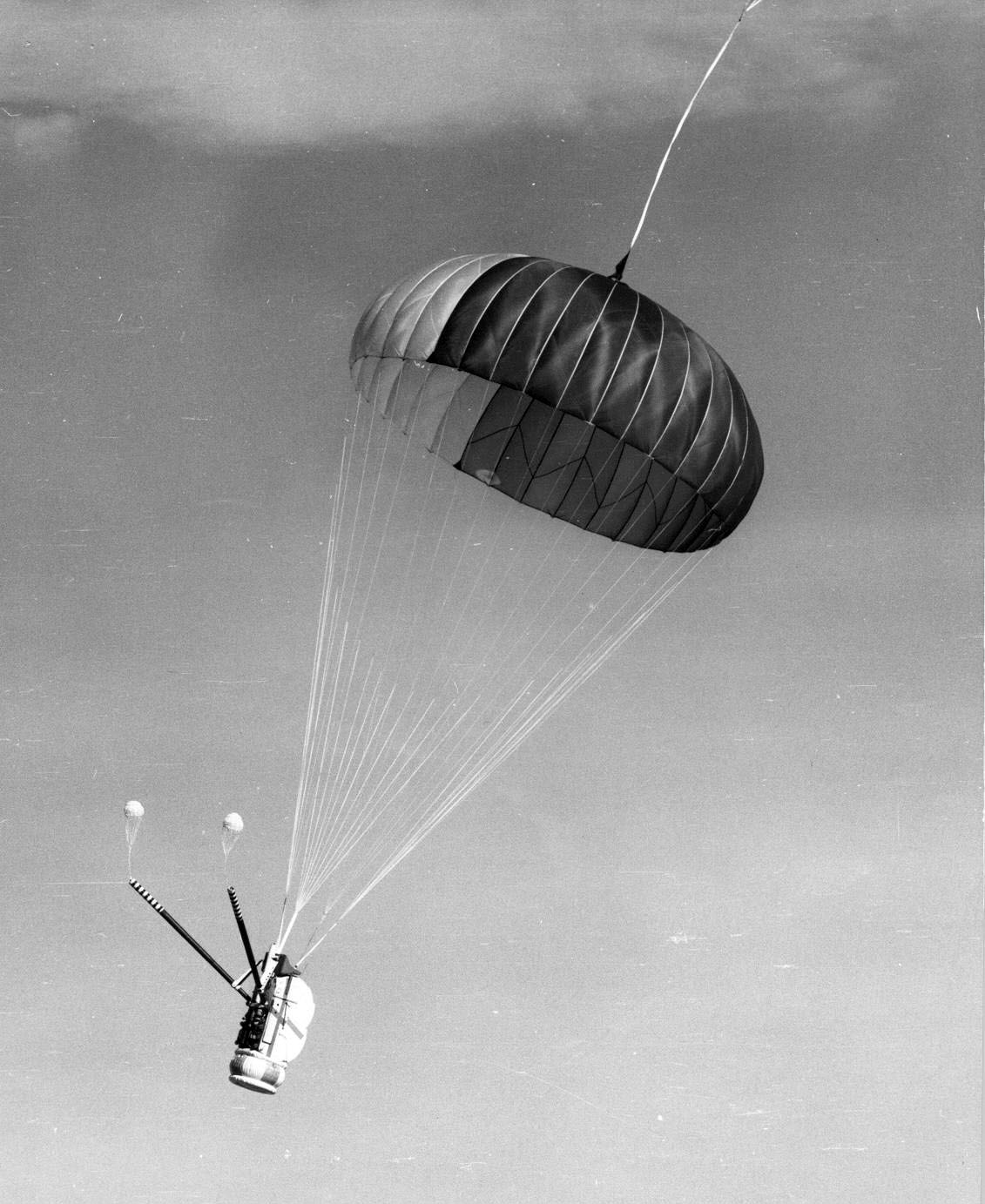
Рятувальна капсула літака XB-70 «Валькірія» під час випробовувань

Коли в 1961 році з'явився перший у світі надзвуковий стратегічний бомбардувальник B-58 «Гастлер», максимальна швидкість якого — 2 476 км/год, а практична стеля — 19 300 м, типові крісла-катапульти трьох членів екіпажу виявилися надзвичайно небезпечними. Для збереження життя екіпажу компанія  Stanley Aircraft Corp. розробила рятувальну капсулу, яка в кінці 1962 року була впроваджена в експлуатування. Це дало можливість екіпажу безпечно покидати літак при подвійній швидкості звуку (число Маха = 2).

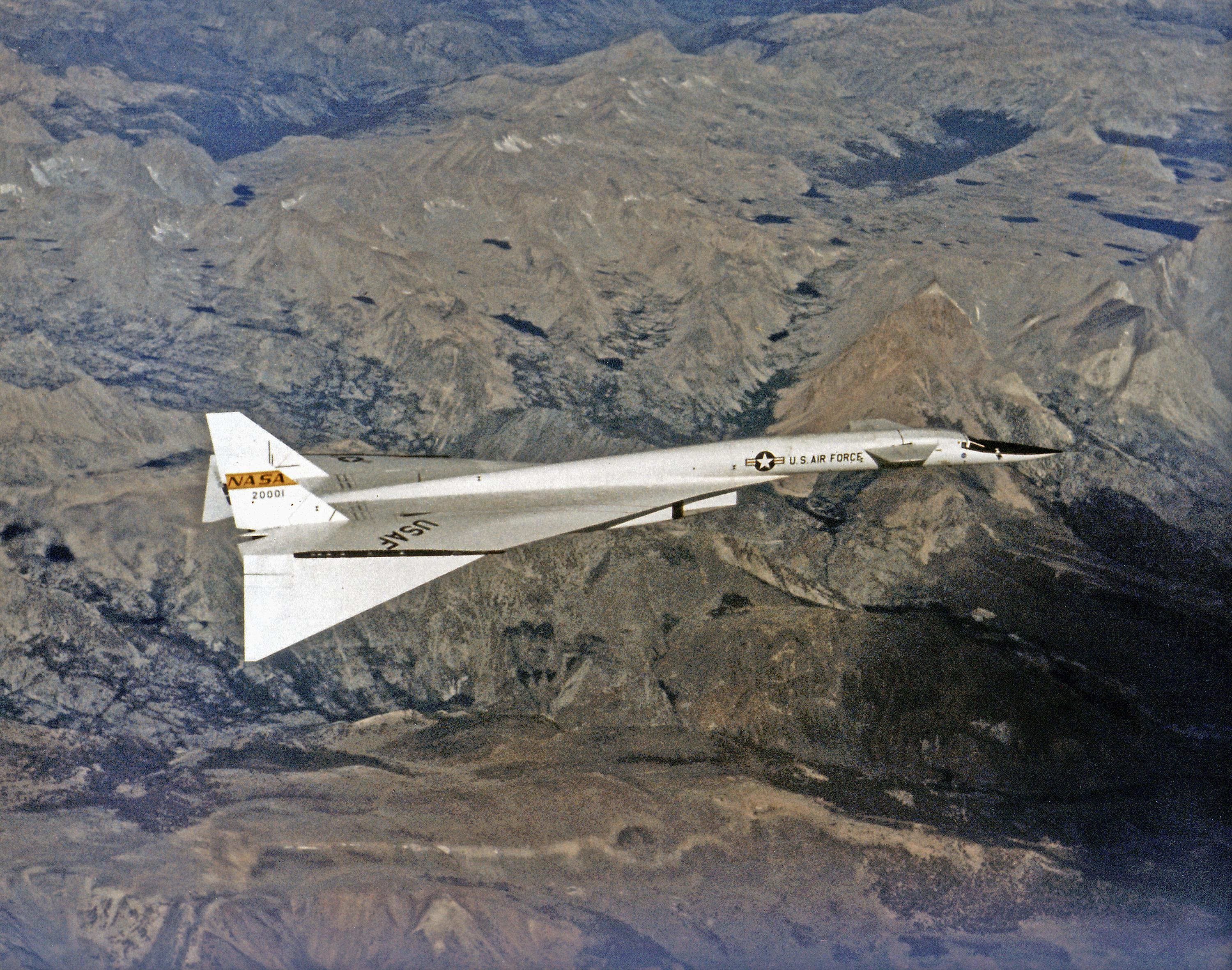
Бомбардувальник XB-70 «Валькірія»

21 вересня 1964 року в «аерокосмічній столиці» Америки, місті Палмдейл, здійснив свій перший політ бомбардувальник XB-70 «Валькірія» (62-001), який повинен був літати зі швидкістю, яка близька до числа Маха = 3 на висоті 21 000 м. Для нього також була розроблена рятувальна капсула. Другий літак цього типу XB-70 «Валькірія» (62-002) 8 червня 1966 року зазнав аварії після зіткнення в повітрі з літаком супроводу винищувачем F-104 «Старфайтер», пілот якого загинув у аварії. Під час аварії лікоть пілота «Валькірії» Ала Вайта висунувся з рятувальної капсули і заблокував закриваючі стулки. Пілот з усіх сил намагався звільнити лікоть і як тільки йому це вдалося капсулу викинуло з літака. Однак через біль і розгубленість Вайт не зміг запустити вручну подушку безпеки, яка мала пом'якшити удар під час приземлення. Пілот-випробувач Аль Вайт завдяки рятувальній капсулі врятувався, хоч і був травмований. Тимчасом як другий пілот, майор Карл Крос, загинув у катастрофі, оскільки його рятувальна капсула не змогла відокремитися від літака.

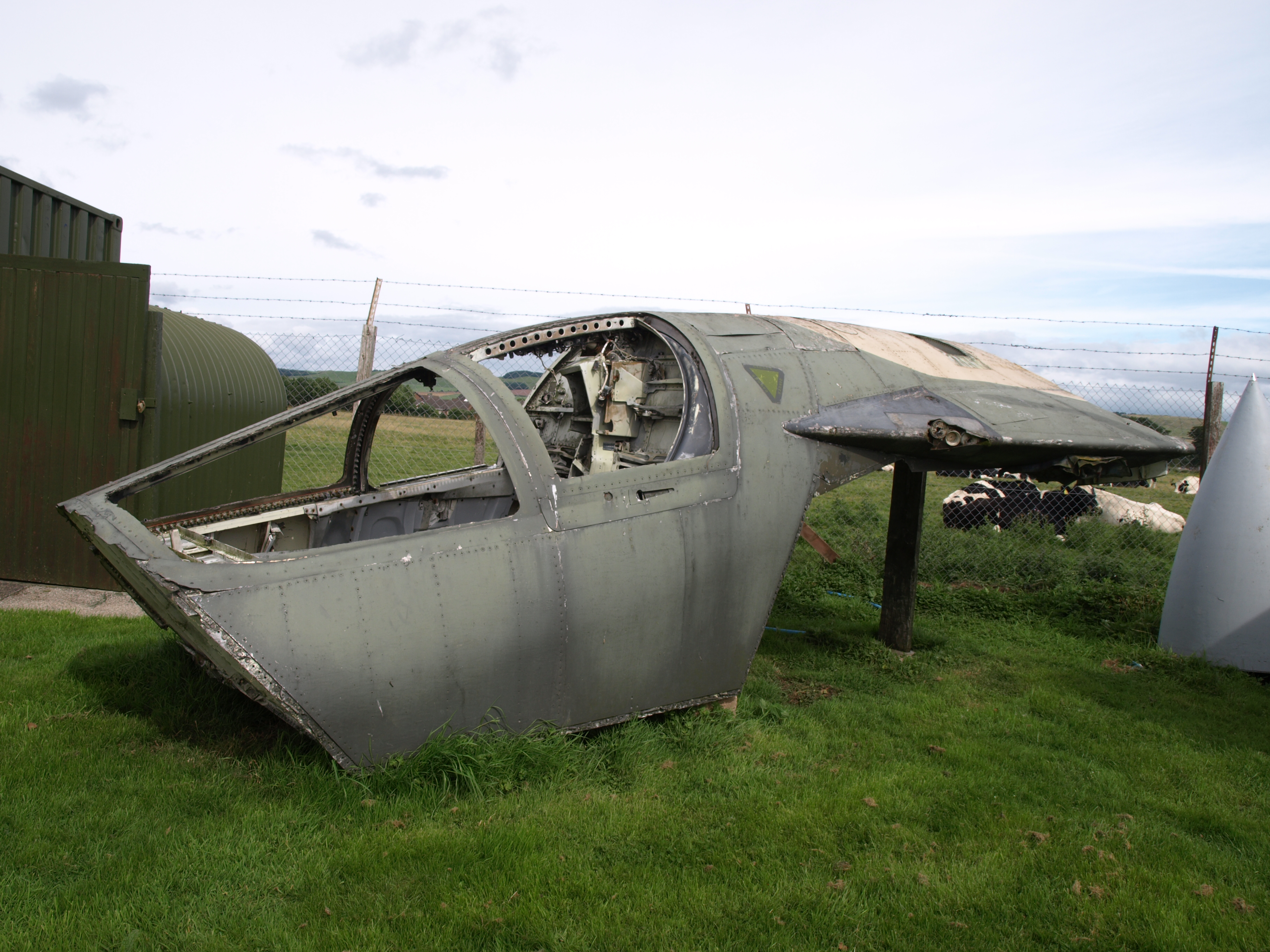
Рятувальна кабіна з літака F-111E, який 05.11.1975 зазнав аварії після зіткнення з птахами. Екіпаж вижив.

У 1960-х, 1970-х роках для рятування пілотів було запропоновано метод викидання з літака всієї кабіни разом з екіпажем. Така кабіна була встновлена на американський двомісний тактичний бомбардувальник F-111 «Ардвак». Під час аварії члени екіпажу залишаються на своїх робочих місцях. Один великий парашут сповільнює падіння кабіни, а система подушок безпеки пом'якшує її приземлення. Коли кабіна сідає на воду, то надуваються додаткові подушки для збільшення плавучості. Також кабіна може служити притулком для екіпажу до моменту прибуття рятувальної команди.

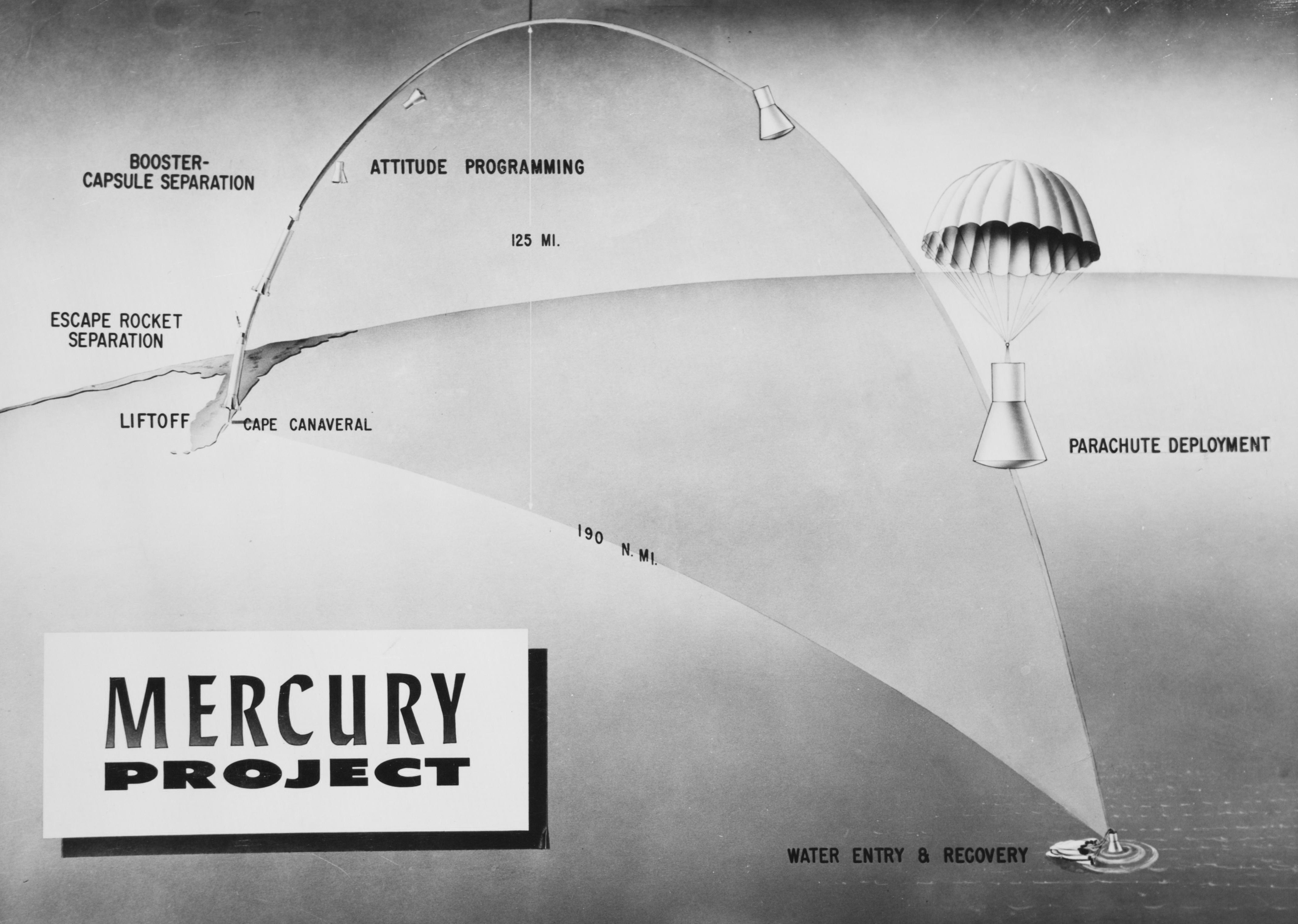
Схема польоту космічної капсули «Свобода 7»

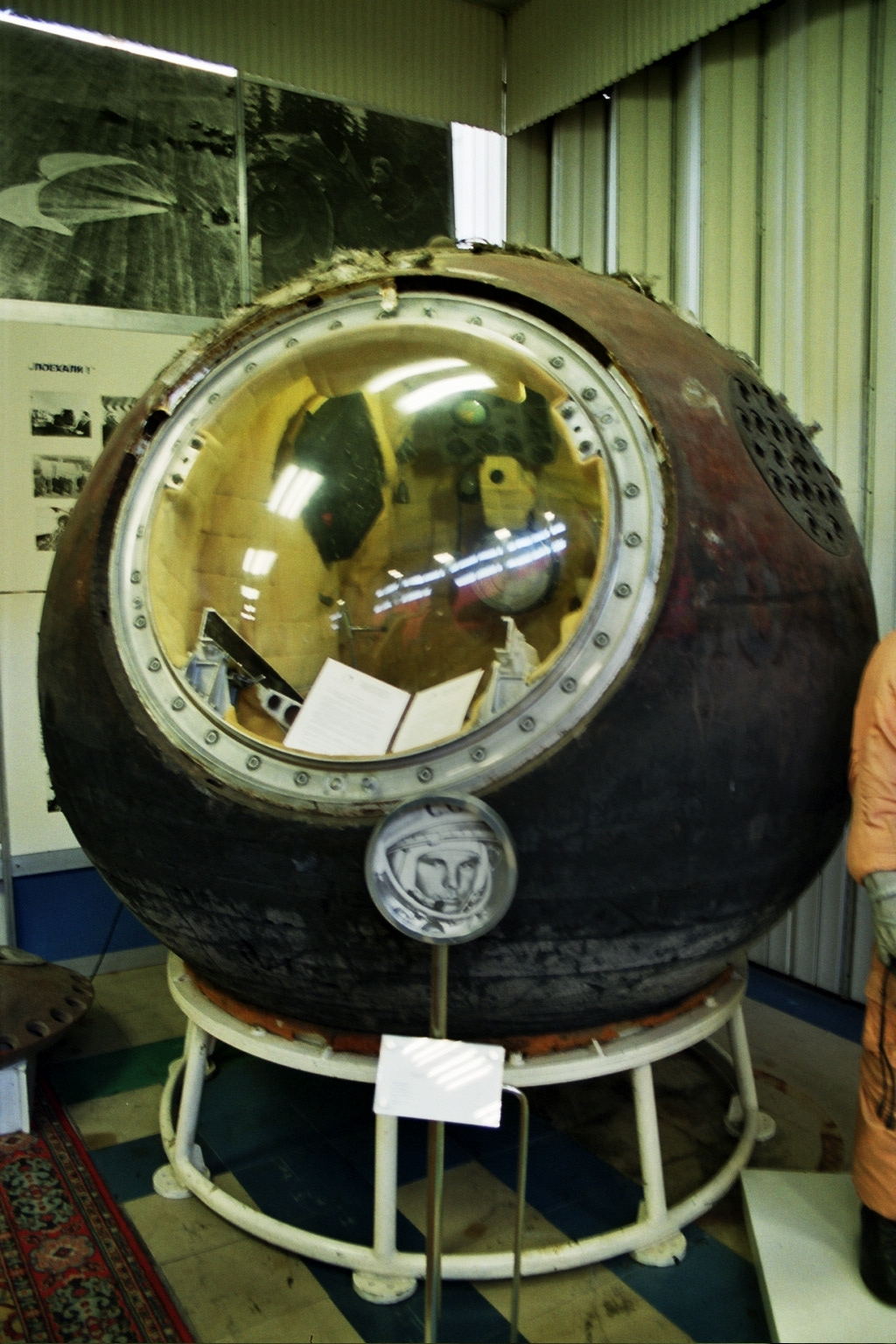
Спускний апарат «Восток-1». 2007

У 1961 році, коли на пілотованому космічному кораблі «Восток-1» 12 квітня було виведено на орбіту Землі першу у світі людину — Юрія Гагаріна, а 5 травня — першого астронавта Алана Шепарда у суборбітальний політ, на борту «Свобода 7» (Freedom 7) за першою пілотованою космічною програмою США «Меркурій» (Mercury), виникла проблема створення рятувальної капсули для евакуації людей у випадку виникнення аварійної ситуації на космічному апараті.

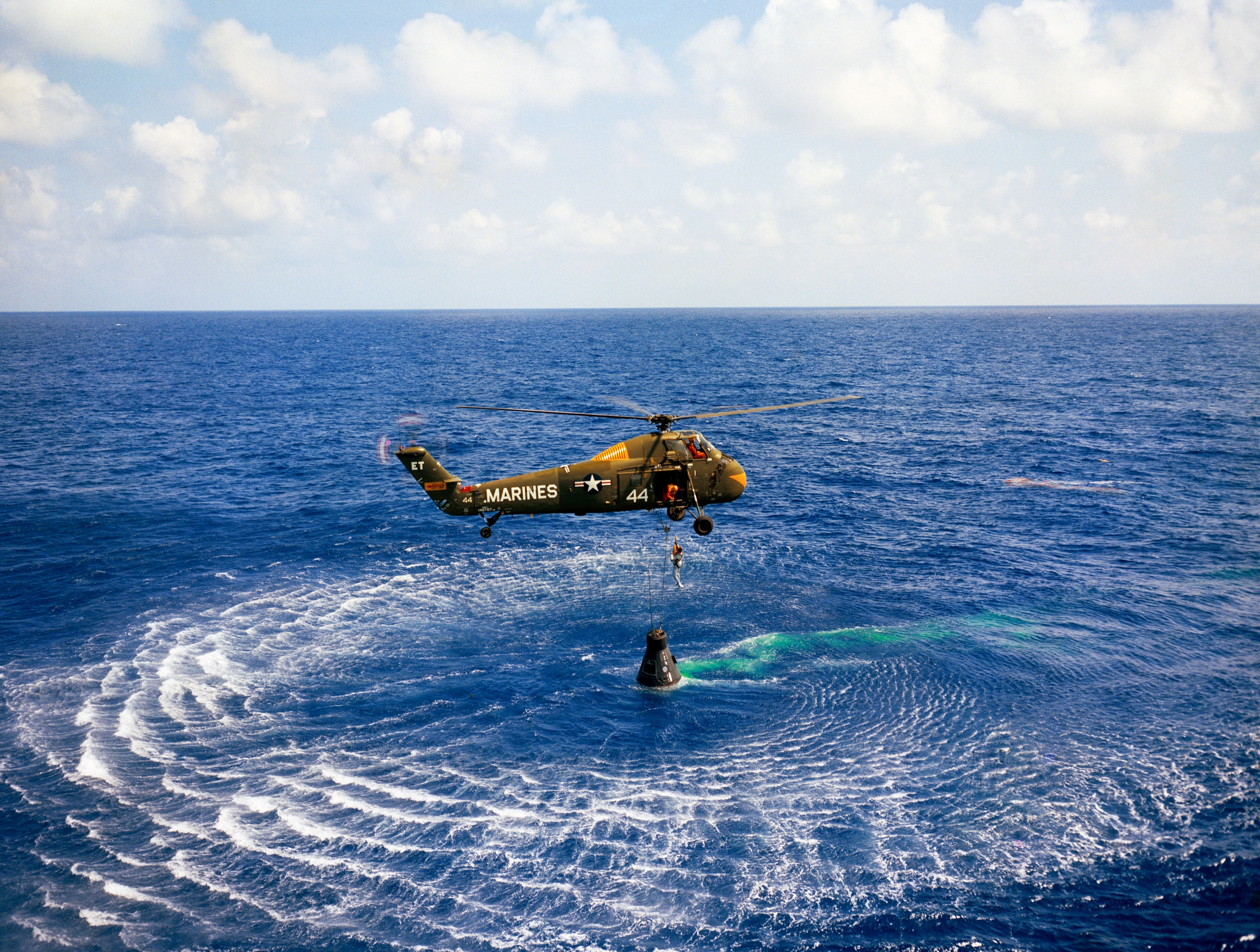
Евакуація астронавта Алана Шепарда і рятувальної капсули вертольотом. 1961

Спускний апарат «Востока-1» мав форму кулі з діаметром 2,3 м і масою 2,46 т. Всередині у кріслі-катапульті розміщувався космонавт, також у кабіні були розміщені телевізійні камери, радіоапаратура і наукові прилади. Під час зниження спускного апарата космонавт катапультувався і приземлився на парашуті. В той час як спускний апарат «Свободи 7» фактично уже був рятувальною капсулою, яка приводнилася на двох парашутах, гальмівний був випущений на висоті ~ 6,4 км і основний ~ 3,0 км. Через кілька хвилин після приводнення прибув рятувальний вертоліт. Шепард вибрався через люк і перебрався у вертоліт, котрий переніс його і капсулу на палубу авіаносця «Лейк Шемплейн».